# 말라위의 행정 구역

말라위의 행정 구역

말라위는 3개 주와 28개 현으로 나뉜다.
- 중부 주

1 – 데자 현 (Dedza)
2 – 도와 현 (Dowa)
3 – 카숭구 현 (Kasungu)
4 – 릴롱궤 현 (Lilongwe)
5 – 음친지 현 (Mchinji)
6 – 은코타코타 현 (Nkhotakota)
7 – 은체우 현 (Ntcheu)
8 – 은치시 현 (Ntchisi)
9 – 살리마 현 (Salima)
- 북부 주

10 – 치티파 현 (Chitipa)
11 – 카롱가 현 (Karonga)
12 – 리코마 현 (Likoma)
13 – 음짐바 현 (Mzimba)
14 – 은카타베이 현 (Nkhata Bay)
15 – 룸피 현 (Rumphi)
- 남부 주

16 – 발라카 현 (Balaka)
17 – 블랜타이어 현 (Blantyre)
18 – 치콰와 현 (Chikwawa)
19 – 치라줄루 현 (Chiradzulu)
20 – 마칭가 현 (Machinga)
21 – 망고치 현 (Mangochi)
22 – 물란제 현 (Mulanje)
23 – 음완자 현 (Mwanza)
24 – 은산제 현 (Nsanje)
25 – 티올로 현 (Thyolo)
26 – 팔롬베 현 (Phalombe)
27 – 좀바 현 (Zomba)
28 – 네노 현 (Neno)